# DC 리그 오브 슈퍼-펫
"DC 리그 오브 슈퍼-펫"(영어: DC League of Super-Pets)은 2022년 개봉한 미국의 슈퍼히어로, 코미디 애니메이션 영화이다. 재러드 스턴이 감독과 각본을 맡았다. DC 코믹스의 동물 슈퍼히어로팀 리전 오브 슈퍼펫츠를 바탕으로 한 작품이다.

## 줄거리
슈퍼맨은 일상생활에서 바크 켄트라는 이름으로 불리는 크립톤 래브라도 리트리버인 크립토와 함께 자란다. 크립토는 슈퍼맨이 로이스 레인과 데이트를 시작하자 질투심을 느끼고, 슈퍼맨은 크립토의 친구를 찾아 동물 보호소에 간다. 복서인 에이스는 보호소를 탈출하려 하지만 크립토가 그를 막는다. 나중에 슈퍼맨과 크립토는 그들의 숙적인 렉스 루터의 렉스콥 최고경영자가 크립토나이트가 달린 주황색 크립토나이트 운석을 트랙터 빔으로 끌어들이는 것을 발견하고, 초능력을 얻으려 한다. 이들은 슈퍼맨이 직접 결성한 저스티스 리그, 즉 배트맨, 원더우먼, 더 플래시, 그린 랜턴, 사이보그, 그리고 아쿠아맨의 도움으로 쉽게 물리쳐진다.
한편, 렉스콥에서 보호소로 보내진 기니피그 실험 대상인 룰루는 자신의 트랙터 빔으로 주황색 크립토나이트 조각을 끌어들여 염력을 얻는다. 그녀는 모르는 사이에 보호소의 다른 모든 동물들도 초능력을 얻는다. 에이스는 이제 초강력하고 거의 무적이며, PB는 크기를 바꿀 수 있고, 근시안인 머턴은 초고속이 되고, 편집증적인 칩은 전기운동능력을 얻는다. 집에서 슈퍼맨과 크립토는 슈퍼맨이 로이스에게 청혼할 계획을 세우면서 말다툼을 한다. 그러나 클라크는 룰루에게 붙잡힌다. 크립토는 그를 구하려 하지만, 얄스베르그 치즈 조각 안에 숨겨져 있던 작은 녹색 크립토나이트 파편을 먹고 능력을 잃는다. 나중에 크립토는 보호소 동물들과 마주치고, 그들은 그를 돕기로 동의한다.
한편, 룰루는 기니피그 무리를 모집하고, 저스티스 리그를 붙잡아 스트라이커스 아일랜드로 향하여 루터를 풀어주려 한다. 보호소 동물들은 그녀를 막으려 하지만 비참하게 실패한다. 그 과정에서 룰루는 클라크의 약혼 계획에 대해 크립토를 조롱하고 심지어 약혼반지까지 보여준다. 그들은 정의의 전당에 다시 모이고, 그곳에서 에이스는 괴로워하는 크립토에게 자신이 아기가 있는 가족의 강아지였다고 말한다. 어느 날, 아기가 계단에서 거의 떨어질 뻔했을 때, 에이스는 아기의 팔을 물어 안전하게 끌어냈다. 물린 자국을 본 부모는 에이스가 아기를 공격했다고 생각하고 그를 야생 동물로 보호소에 보냈다. 그러나 에이스는 자신의 행동과 이상을 고수한다. 격려를 받은 크립토는 동물들을 렉스콥으로 이끈다. 그곳에서 룰루가 어젯밤 불타는 보호소에서 구출한 새끼 고양이인 위스커스가 이제 마음대로 무기를 만들 수 있게 되어 그들을 공격하지만, 팀은 그녀를 함정에 빠뜨린다. 스트라이커스 아일랜드에서 보호소 동물들은 룰루와 맞서지만, 그녀가 크립토를 죽이겠다고 위협하자 스스로 감옥에 갇힌다. 룰루는 루터를 풀어주지만, 루터는 그녀를 배신하고 자신의 감방에 가두는 동시에 머시 그레이브스를 풀어준다. 룰루는 쉽게 탈출하여 저스티스 리그와 루터를 직접 파괴하기로 결정한다.
크립토나이트가 크립토의 몸을 통과하면서 그의 능력이 회복된다. 그는 자신과 다른 슈퍼 펫들을 감옥에서 풀어주고, 저스티스 리그를 풀어주려 하지만, 룰루는 그들을 루터와 함께 우주로 날려 보낸다. 크립토를 저지하기 위해 그녀는 로이스를 죽이려 한다. 그러나 다른 슈퍼 펫들은 저스티스 리그를 구출하고 크립토는 로이스를 구하고 룰루를 물리치지만, 그녀는 주황색 크립토나이트를 흡수하여 돌연변이 괴수 크기의 자신으로 변한다. 리그와 펫들은 그녀를 막기 위해 팀을 이루지만, 그녀는 그들보다 우위를 점한다. 룰루가 너무 강력해졌다는 것을 깨달은 크립토는 어떤 슈퍼 빌런도 물리칠 수 있지만 사용자를 죽일 수도 있는 "솔라 포 펀치"를 사용하기로 결정한다. 이 공격은 룰루의 뇌에서 크립토나이트를 제거하는 거대한 폭발을 일으키고, 그녀는 정상으로 돌아와 크립토와 함께 지구로 떨어진다. 크립토는 자신의 운명을 받아들이지만, 에이스는 자신의 무적 능력을 사용하여 그를 구한다. 얼마 후, 룰루의 갱생한 부하인 마크와 키스는 그녀의 범죄로 인해 핫도그 가판대에 가둔다.
그 후, 크립토는 클라크가 로이스와 결혼하는 것을 허락한다. 보호소 동물들, 마크, 그리고 키스는 저스티스 리그의 다른 멤버들에게 입양된다: 에이스는 배트맨에게, PB는 원더우먼에게, 머턴은 더 플래시에게, 칩은 그린 랜턴에게, 마크는 사이보그에게, 키스는 아쿠아맨에게 입양된다. 얼마 후, 동물들은 "슈퍼-펫 리그"라는 자신들의 슈퍼히어로 팀을 결성한다.
쿠키 영상에서 루터는 여전히 감옥에 갇혀 지나가는 슈퍼 동물들에게 자신을 풀어달라고 요청하지만 성공하지 못한다. 한편, 룰루는 머시에 의해 풀려나고, 머시는 룰루를 입양한다. 쿠키 영상에서 크립토와 슈퍼맨은 블랙 아담과 그의 개 아누비스를 만난다. 크립토는 그들을 속여 명왕성으로 날아가게 한다.

## 출연진

### 주연
- 드웨인 존슨/정준하 - 크립토(래브라도리트리버) 목소리 역
- 케빈 하트/하동훈 - 에이스(복서) 목소리 역

### 조연
- 위노나 브래드쇼/이미주 - 위스커 목소리 역
- 키아누 리브스/이정구 (성우) - 배트맨 목소리 역
- 존 크래신스키/장민혁 - 수퍼맨 / 클락 켄트 목소리 역
- 올리비아 와일드/소연 (성우) - 로이스 레인 목소리 역
- 바네사 베이어/홍수정 (성우) - 피비(포트밸리 돼지) 목소리 역
- 나타샤 리온/김옥경 (성우) - 머튼(거북) 목소리 역
- 디에고 루나/안용욱 - 칩(다람쥐) 목소리 역
- 마크 마론/박조호 - 렉스 루터 목소리 역
- 케이트 맥키넌/김현심 - 룰루(털없는 기니피그) 목소리 역
- 대샤 폴란코/소연 (성우) - 그린 랜턴, 제시카 크루즈 목소리 역
- 벤 슈와츠/오인성 - 마크(불 기니피그) 목소리 역
- 자밀라 자밀/사문영 - 원더우먼 목소리 역
- 저메인 클레멘트/박요한 - 아쿠아맨 목소리 역
- 토머스 미들디치/백승철 - 키스(얼음 기니피그) 목소리 역
- 다비드 디그스/홍진욱 - 사이보그 목소리 역
- 존 얼리/김명준 (성우) - 플래시, 배리 앨런 역
- 데이빗 프레스먼 - 코기 목소리 역
- 드웨인 존슨 - 블랙 아담, 아누비스 역
- 마야 애스킨 - 머시 그레이브스 역
- 알프레드 몰리나 - 조-엘 역
- 레나 헤디 - 라라-엘 역

## 우리말 제작진
- 녹음 스튜디오 - 애드원 스튜디오
- 대사연출·번안 - 박원빈
- 번역 - 강윤미
- 감수 - 윤기영